# Wouter Kolff
Anthony Wouter Kolff (Rotterdam, 28 november 1976) is een Nederlands jurist, politicus en bestuurder. Hij is lid van de VVD. Sinds 1 september 2024 is hij commissaris van de Koning in Zuid-Holland.

## Afkomst en loopbaan
Kolff is het vierde kind in het gezin van zijn ouders. Hij is een telg uit het geslacht Kolff waarvan velen bestuurders waren; zo was zijn vader, behalve adjunct-directeur van Tollens, ook hoofdingeland en hoogheemraad. Zijn familie was ruim een eeuw verweven met de Rotterdamse Verf- en Vernisfabrieken Tollens & Co., waar verschillende voorouders, zoals zijn vader, van vaderszijde (adjunct-) directeur van waren.
Kolff groeide op in Mijnsheerenland en vanaf de middelbareschooltijd in Rotterdam. Hij ging van augustus 1988 tot juni 1995 naar het gymnasium aan het Rotterdamsch Lyceum. Daarna studeerde hij van september 1995 tot juli 2003 notarieel recht aan de Universiteit Utrecht. Van januari 2004 tot januari 2007 volgde hij de postdoctorale notariële opleiding aan de Radboud Universiteit (Stichting Beroepsopleiding Notariaat) te Nijmegen. Van maart tot juni 2006 volgde hij de specialisatieopleiding estate planner bij de Koninklijke Notariële Beroepsorganisatie.
Kolff was van januari 2001 tot september 2016 mede-eigenaar en oprichter, en tot mei 2010 directeur, van Uitzendbureau Studentflex B.V. Hij werkte daarnaast van 2003 tot 2010 als kandidaat-notaris en estate planner; van juli 2003 tot augustus 2004 bij Landwell en Van Doorne te Rotterdam, van augustus 2004 tot januari 2007 bij CMS Derks Star Busmann te Utrecht en van augustus 2007 tot mei 2010 als senior kandidaat-notaris bij Loyens & Loeff te Amsterdam. Van januari tot juli 2007 was hij consultant bij Legal Work Force te Amsterdam.

## Wethouder en burgemeester
Van 12 mei 2010 tot 13 november 2012 was Kolff locoburgemeester en wethouder van Financiën, Economische Zaken, Sociale Zaken, Grondbedrijf en P&O in Nieuwegein. Hier werd hij in 2012 gekozen tot ‘Politicus van het Jaar 2011’. Van mei 2010 tot november 2012 was hij vicevoorzitter van de Wethoudersvereniging. Van 13 november 2012 tot 13 september 2017 was hij burgemeester van Veenendaal. Daarnaast was hij uit dien hoofde vicevoorzitter van de Regio Foodvalley, een samenwerkingsverband van vijf Gelderse en drie Utrechtse gemeenten in de Gelderse Vallei.
Van 13 september 2017 tot 1 september 2024 was Kolff burgemeester van Dordrecht. Op 11 april 2023 werd Kolff door de gemeenteraad van Dordrecht voorgedragen voor een tweede termijn als burgemeester. Op 6 september dat jaar werd hij hiervoor beëdigd. Als burgemeester van Dordrecht was hij voorzitter van de Veiligheidsregio Zuid-Holland-Zuid, plaatsvervangend regioburgemeester van de Regionale Eenheid Rotterdam van de Nationale Politie en voorzitter van de Regio Drechtsteden. Tevens was hij landelijk portefeuillehouder brandweer van het Veiligheidsberaad. Met ingang van 1 april 2023 volgde hij Hubert Bruls op als voorzitter van het Veiligheidsberaad. Op 1 september 2024 werd Hein van der Loo voorzitter van het Veiligheidsberaad.

## Commissaris van de Koning in Zuid-Holland
Op 15  mei 2024 heeft Provinciale Staten van Zuid-Holland Kolff voorgedragen als nieuwe commissaris van de Koning. Op 7 juni van dat jaar heeft de ministerraad, op voordracht van de minister van Binnenlandse Zaken en Koninkrijksrelaties, ermee ingestemd hem voor te dragen voor benoeming bij koninklijk besluit met ingang van 1 september van dat jaar. Hiertoe werd Kolff op 28 augustus 2024 beëdigd door de Koning. Als commissaris van de Koning is hij lid van het Nationaal Comité 4 en 5 mei, voorzitter van het Cultuurfonds Zuid-Holland en voorzitter van het Carnegie Heldenfonds (Medaille van het Carnegie Heldenfonds).

## Nevenfuncties
Kolff is sinds november 2017 voorzitter van de Koninklijke Nederlandsche Automobiel Club (KNAC). Tussen januari 2017 en juni 2024 was hij voorzitter van de raad van toezicht van het Nationaal Ouderenfonds en van de Stichting Fonds voor Verpleegkundigen. 
Na de herindelingsverkiezingen in november 2010 was Kolff formateur in de fusiegemeente Stichtse Vecht (Maarssen, Breukelen en Loenen). Na de raadsverkiezingen van 19 maart 2014 was hij (in-)formateur in de gemeente Lelystad en na de Provinciale Statenverkiezingen van 18 maart 2015 was hij formateur in de provincie Flevoland. Na de gemeenteraadsverkiezingen van 21 maart 2018 was hij opnieuw informateur in Lelystad.
Hij was van 2007 tot 2010 voorzitter van de VVD in de stad Utrecht en bestuurslid van de Kamercentrale Utrecht van de VVD. Tussen 2010 en 2017 was hij eerst enige jaren voorzitter van de Kamercentrale en sinds de nieuwe partijstructuur van mei 2014 tot oktober 2017 voorzitter van de VVD Regio Midden-Nederland (provincies Utrecht en Flevoland) van de VVD.

## Privéleven
Kolff is gehuwd en heeft een dochter en twee zoons.